# Oda Hidenobu
Oda Hidenobu (織田秀信 (Chức Điền Tú Tín) 1580 - 24 tháng 7 năm 1605) là con trai của Oda Nobutada và sống trong thời đại Azuchi-Momoyama vào cuối thế kỷ 16. Ông có tên khác là Sanpōshi (三法師 (Tam Pháp Sư)).

## Tranh chấp quyền thừa kế
Khi Oda Nobutada và Oda Nobunaga, cha và ông nội của Hidenobu bị chết trong Sự kiện chùa Honnō-ji năm 1582, có một cuộc tranh luận về việc ai sẽ làm chủ gia tộc Oda. Toyotomi Hideyoshi ủng hộ Hidenobu, khi mà địch thủ chính là chú của ông, Oda Nobutaka (người được Shibata Katsuie ủng hộ). Mặc dù Hidenobu mới chỉ 2 tuổi, ông vẫn trở thành chủ nhân của gia tộc Oda.

## Trận Sekigahara
Hidenobu về phe của Ishida Mitsunari trong trận Sekigahara năm 1600, trong khi ông làm chủ lâu đài Gifu, một yếu tố quan trọng trong chiến lược chung của Mitsunari. Tuy nhiên,cuối cùng ông thất bại trong cuộc tấn công của Ikeda Terumasa và Fukushima Masanori. Sau khi thua trận Sekigahara, các thuộc hạ của Hidenobu mộ bụng tự sát (seppuku) ở lâu đài Gifu. Hành lang đẫm máu đó cuối cùng trở thành trận nhà ở Sōfuku-ji tại Gifu. Trần nhà đó bây giờ được gọi là "Trần nhà máu". Hidenobu chết hai năm sau khi bị đánh bại tại Sekigahara.